# Брайдич-Село
44°59′ пн. ш. 15°38′ сх. д. / 44.98° пн. ш. 15.64° сх. д.
Брайдич-Село (хорв. Brajdić Selo) — населений пункт у Хорватії, у Карловацькій жупанії у складі громади Раковиця.

## Населення
Населення за даними перепису 2011 року становило 82 осіб.
Динаміка чисельності населення поселення: